# Nazi Lowriders
Nazi Lowriders (NLR), connu aussi comme "The Ride", est un gang de détenus néo nazi de Lancaster à Los Angeles fondé en 1978. Il est principalement basé  en Californie du Sud mais a une présence dans quelques autres États comme le Texas ou l'Arizona. Le gang prône la supériorité de la race blanche, bien qu'il soit associé avec des Mexicains. Il est principalement allié avec Aryan Brotherhood (Fraternité aryenne) et la Mafia mexicaine. Les membres du Nazi Lowriders portent des tatouages à caractère nazi comme le sigle SS, la croix gammée ou le sigle NLR,.
Ce groupe ainsi que celui des Aryan Brotherhood se trouvait sur Facebook.